# NGC 949
NGC 949 est une galaxie spirale située dans la constellation du Triangle. NGC 949 a été découverte par l'astronome germano-britannique William Herschel en 1786.

## Caractéristiques
Sa vitesse par rapport au fond diffus cosmologique est de 392 ± 15 km/s, ce qui correspond à une distance de Hubble de 5,78 ± 0,46 Mpc (∼18,9 millions d'al).
À ce jour, une quinzaine de mesures non basées sur le décalage vers le rouge (redshift) donnent une distance de 10,269 ± 1,108 Mpc (∼33,5 millions d'al), ce qui est à l'extérieur des valeurs de la distance de Hubble. Étant donné la faible valeur de la vitesse de Hubble, cette valeur est sans doute plus près de la distance réelle de celle-ci. 
La classe de luminosité de NGC 949 est II et elle présente une large raie HI. La base de données NASA/IPAC mentionne également  que c'est une galaxie du champ, c'est-à-dire qu'elle n'appartient pas à un amas ou un groupe et qu'elle est donc gravitationnellement isolée. Il s'agit sans doute d'une erreur puisque NGC 949 fait partie du groupe de NGC 1023.

### Galaxie particulière?

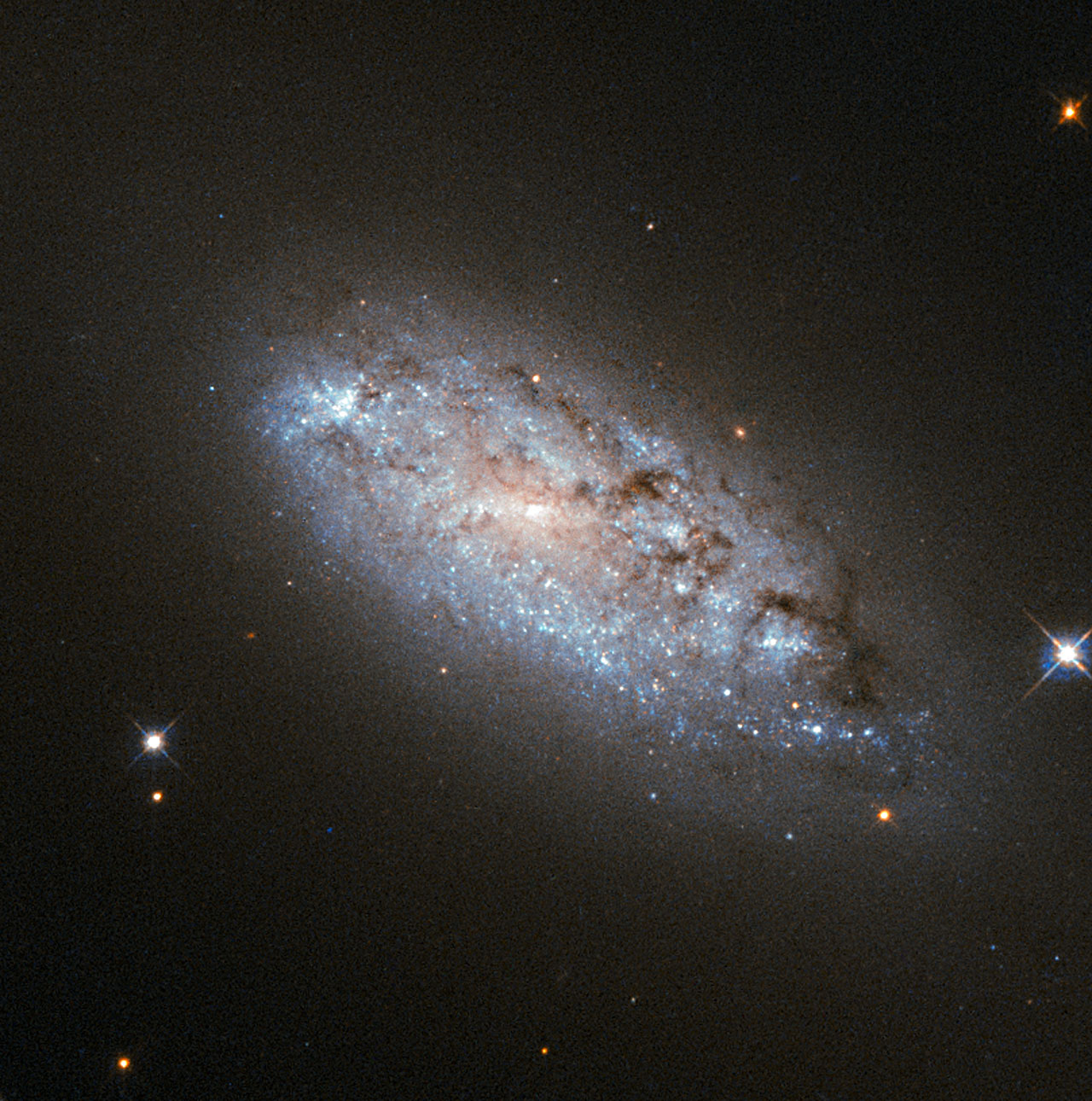
NGC 949 par le télescope Hubble en mai 2015. (ESA/Hubble & NASA)

L'image de NGC 949 prise par le télescope Hubble en 2015 montre une étrange asymétrie des lignes sombres de poussière. On explique cette asymétrie par l'inclinaison de la galaxie par rapport à notre ligne de visée. Quand une galaxie est inclinée comme NGC 949, la lumière de certaines régions doit traverser plus de zones de poussière avant de nous parvenir, rendant ainsi ces régions plus sombres.

## Groupe de NGC 1023
NGC 949 fait partie du groupe de NGC 1023 situé dans le superamas de la Vierge qui est aussi appelé Superamas local. Ce groupe comprend entre autres les galaxies NGC 891, NGC 925, NGC 959, NGC 1003, NGC 1023, NGC 1058 et IC 239.